# Paus Johannes VIII
Johannes VIII (Rome, ? - aldaar, 16 december 882) was paus van 13 december 872 tot zijn dood tien jaar later. Hij was de laatste belangrijke paus vóór de 'ijzeren eeuw'.
Hij was vanaf 852 aartsdiaken te Rome en had grote invloed, onder andere tijdens het pontificaat van Nicolaas I. Op 14 december 872 volgde hij Adrianus II op.
Johannes VIII kreeg te maken met een enorm verzwakt Europa. Aan alle kanten bedreigden barbaren de Europese grenzen en ook die van het christendom. In het noorden en westen verschenen de schepen van de Vikingen en in het zuiden en oosten bedreigden de moslims de grenzen van het christendom. Na de stabiele situatie onder de regering van Karel de Grote († 814) en nog enkele jaren daarna, onder zijn zoons en kleinzoons, kwam rond het einde van de 9e eeuw een einde aan de erfenis van Karel de Grote.
Zijn pontificaat werd gekenmerkt door de verhouding tot de Karolingers en tot Photius; beide kwesties hangen samen met de dreiging van de islam. Hij steunde daarom Karel de Kale (keizerkroning 875), die echter tegen de hertogen van Spoleto niet opgewassen bleek (veroordeling van de adellijke oppositie en van Formosus, 876). Na de dood van de keizer (877) moest de paus uitwijken naar Frankrijk (Synode van Troyes, 878). Ten slotte gaf hij zijn steun aan Karel de Dikke (keizerkroning 881), die echter weinig hulp bood tegen de Saracenen, die zich langs de Garigliano vestigden.
In het schisma rond de patriarch van Constantinopel stuurde hij op vrede aan: hij stemde in met een nieuwe synode te Constantinopel (879–880). Daar wist hij dankzij zijn genuanceerd standpunt een verzoening te bewerken, die hij ook daarna handhaafde, ondanks zijn legaat Marinus (die hem opvolgde). De missionering van Methodius steunde hij met kracht: de eigen Slavische liturgie keurde hij in 880 goed.
Hij werd uiteindelijk, waarschijnlijk door politieke tegenstanders uit Italië, vermoord.
Cursief: tegenpaus